# Alex Muralha
Alex Muralha (født 10. november 1989) er en brasiliansk fodboldspiller.